# Barranca Obscura, Santiago Amoltepec
Barranca Obscura är en ort i Mexiko.   Den ligger i kommunen Santiago Amoltepec och delstaten Oaxaca, i den sydöstra delen av landet, 400 km sydost om huvudstaden Mexico City. Barranca Obscura ligger 1 540 meter över havet och antalet invånare är 411.
Terrängen runt Barranca Obscura är kuperad österut, men västerut är den bergig. Barranca Obscura ligger uppe på en höjd. Runt Barranca Obscura är det glesbefolkat, med 13 invånare per kvadratkilometer. Närmaste större samhälle är Llano Nuevo, 6,7 km söder om Barranca Obscura. I omgivningarna runt Barranca Obscura växer huvudsakligen savannskog.